# Comté de Woodruff
Pour les articles homonymes, voir Woodruff.
Le comté de Woodruff est un comté de l'État de l'Arkansas, aux États-Unis. Lors du recensement de 2010, il comptait 7 260 habitants. Son siège est Augusta.

## Démographie
| 1870  | 1880  | 1890   | 1900   | 1910   | 1920   |
| ----- | ----- | ------ | ------ | ------ | ------ |
| 6 891 | 8 646 | 14 009 | 16 304 | 20 049 | 21 547 |

| 1930   | 1940   | 1950   | 1960   | 1970   | 1980   |
| ------ | ------ | ------ | ------ | ------ | ------ |
| 22 682 | 22 133 | 18 957 | 13 954 | 11 566 | 11 222 |

| 1990  | 2000  | 2010  | - | - | - |
| ----- | ----- | ----- | - | - | - |
| 9 520 | 8 741 | 7 260 | - | - | - |